# Nirmal
Nirmal ist eine Stadt im indischen Bundesstaat Telangana.
Die Stadt ist Hauptort des Distrikts Nirmal. Nirmal hat den Status einer Municipality. Die Stadt ist in 4 Wards gegliedert. Sie hatte am Stichtag der Volkszählung 2011 88.433 Einwohner, von denen 44.053 Männer und 44.380 Frauen waren. Die Alphabetisierungsrate lag 2011 bei 76,4 % und damit unter dem nationalen Durchschnitt für Städte. Hindus bilden mit einem Anteil von ca. 63 % die Mehrheit der Bevölkerung in der Stadt. Muslime bilden mit einem Anteil von ca. 36 % eine Minderheit.